# Hexacyrtis dickiana
Hexacyrtis dickiana är en växtart, den enda arten i släktet Hexacyrtis i familjen tidlöseväxter (Colchicaceae). Arten beskrevs av Moritz Kurt Dinter och förekommer endast i Namiböknen. Precis som övriga arter bland tidlöseväxterna innehåller den giftiga alkaloiden kolchicin.[källa behövs]

## Beskrivning
H. dickiana är en högväxt, örtartad perenn med rotknöl. Den kan bli upp till 60 centimeter hög. Vid torka vissnar växtdelarna ovan jord ner helt och hållet, och rotknölen kan ligga vilande i ökensanden i flera år i väntan på regn för att åter skjuta skott. Arten blommar mycket sällan; endast efter tillräckliga mängder regn under sensommaren. Blommorna växer i en flock om sex lila eller bruna blommor.

## Utbredning
Arten är endemisk i Namiböknen i Namibia och nordvästra hörnet av Sydafrikas Northern Cape-provins. Den sydafrikanska populationen anses hotad på grund av överbetning och habitatförstöring, men den mycket större namibiska populationen är stabil.